# Hanwha Ocean
Hanwha Ocean Co., Ltd. (coreano: 한화오션 주식회사, RR:  Hanhwa Osyeon Jusik Hoesa), anteriormente conocida como Daewoo Shipbuilding & Marine Engineering Co., Ltd. ( DSME ; coreano:  대우조선해양 주식회사; Hanja: 大宇造船海洋株式會社; RR: Daeu Joseon Haeyang Jusik Hoesa ), es uno de los "Tres Grandes" constructores navales de Corea del Sur , junto con Hyundai y Samsung.
En 2017, se descubrió que Corea del Norte pudo haber pirateado la empresa y haber robado planos en abril de 2016.